# 金胤徳
金 胤徳（キム・ユンドク、朝鮮語: 김윤덕/金胤德、1934年または1937年3月3日 - 2022年5月29日）は、大韓民国の女性政治家。第8・9・10代韓国国会議員、金泳三政権の政務第2長官。号は素泉（ソチョン、소천）。本貫は金海金氏。

## 経歴
日本統治時代の全羅南道新安郡出身。木浦女子高、成均館大法大を卒業した。大学在学中に結婚し、子供を産んだ。
大学時代から女性問題に関心があったため、大学卒業後は野党の新民党婦女部に参加し、政界入りした。その後は新民党婦女部長・婦女局長を歴任し、1971年の第8代総選挙では全国区から、第9代・第10代総選挙では羅州・光山地域区からそれぞれ新民党の公認で立候補して当選し、国会議員を3期務めた。第10代総選挙では地域区から選出された唯一の女性議員である。
1987年に民正党に移り、民自党党務委員を務めながら、1989年～92年に韓国女性開発院院長、1992年～98年に韓国女性指導者協議会会長、1996年〜97年に金泳三政権の政務第2長官（後の女性家族部長官の前身）を歴任した。1997年に国民新党に移った後、1998年～2015年に韓国女性指導者連合総裁を務めた。
2022年5月29日に88歳（または85歳）で死去した 。